# Brand New Lover
Brand New Lover — пісня, британського гурту Dead or Alive. Провідний сингл, третього альбому гурту, Mad, Bad, and Dangerous to Know записаний на лейблі Epic Records. У тексті пісні описано бажання вокаліста залишити свого теперішнього партнера для того, хто на її думку є більш захоплюючим. 
Його мотивація полягає в тому, що він, не бажає стабільних стосунків з одним партнером, а, швидше, є "шукачем задоволення". Пісня досягла міжнародного успіху, в якості синглу випущеного в 1986 році.

## Трек-лист
| UK 7", 1986 | UK 7", 1986                                              | UK 7", 1986 |
| #           | Назва                                                    | Тривалість  |
| ----------- | -------------------------------------------------------- | ----------- |
| 1.          | «Brand New Lover»                                        | 3:35        |
| 2.          | «In Too Deep (Live at the Hammersmith Odeon, July 1985)» | 4:34        |

| UK 12" single, 1986 | UK 12" single, 1986                                        | UK 12" single, 1986 |
| #                   | Назва                                                      | Тривалість          |
| ------------------- | ---------------------------------------------------------- | ------------------- |
| 1.                  | «Brand New Lover (The Dust Monkey's Love Bubble Club Mix)» | 9:00                |
| 2.                  | «Brand New Lover (Instrumental)»                           | 4:15                |
| 3.                  | «In Too Deep (Live at the Hammersmith Odeon, July 1985)»   | 4:34                |

| US 12" single, 1986 | US 12" single, 1986                                        | US 12" single, 1986 |
| #                   | Назва                                                      | Тривалість          |
| ------------------- | ---------------------------------------------------------- | ------------------- |
| 1.                  | «Brand New Lover (The Dust Monkey's Love Bubble Club Mix)» | 9:00                |
| 2.                  | «Brand New Lover (Instrumental)»                           | 4:15                |
| 3.                  | «Brand New Lover (Up Ducky Mix)»                           | 6:35                |
| 4.                  | «In Too Deep (Live at the Hammersmith Odeon, July 1985)»   | 4:34                |

## Чарти
Пісня виявилася більш популярною в США та Японії, ніж у рідній Великій Британії, де вона досягла 31 місця. 
У США "Brand New Lover" досяг свого піку під номером 15 у чарті "Billboard Hot 100" (другий та останній сингл гурту, який дійшов до топ-20), і провів два тижні під №1 в Hot Dance Club Songs у грудні 1986 року.
| Чарт (1986–87)                   | Вища сходинка |
| -------------------------------- | ------------- |
| Australia (Kent Music Report)    | 21            |
| Canadian RPM Top Singles         | 27            |
| Irish Singles Chart              | 22            |
| Japanese Singles Chart           | 2             |
| Italian Singles Chart            | 44            |
| New Zealand                      | 15            |
| South Africa                     | 19            |
| UK Singles Chart                 | 31            |
| US Billboard Hot 100             | 15            |
| US Billboard Hot Dance Club Play | 1             |